# Cliff Holton
Clifford Charles Holton (1929. április 29. – 1996. május 31.) angol labdarúgó, csatár.

## Pályafutása

### Klubcsapatokban
Holton labdarúgó-pályafutását az angol Arsenal csapatánál kezdte el; a felnőtt csapatban 1950. december 26-án mutatkozott be egy Stoke City elleni bajnoki mérkőzésen. 1952-ben pályára lépett az FA-kupa döntőjében, amit az Arsenal elveszített a Newcastle United csapatával szemben. A következő idényben angol bajnoki címet szerzett a klubbal, valamint a szuperkupát is megnyerte. Az Arsenal csapatában 1950 és 1958 között közel kétszáz élvonalbeli mérkőzésen lépett pályára és nyolcvanhárom gólt szerzett. Tagja volt a Vásárvárosok kupájában szerepelt London XI csapatában, valamint a torna társgólkirálya lett a három mérkőzésen szerzett négy találatával. Holton 1958-ban a negyedosztályú Watford csapatához szerződött; 1960-ban a negyedosztályban, 1962-ben pedig a harmadosztályban nyert gólkirályi címet. Labdarúgó-pályafutása hátrelévő részében számos harmad- és negyedosztályú csapatban szerepelt (Northampton, Crystal Palace, Charlton, Leyton Orient). 1968-ban a harmadosztályú Leyton Orient csapatától vonult vissza.

## Sikerei, díjai
- Arsenal
  - Angol bajnok: 1952–53
  - Angol szuperkupa győztes: 1953